# Clinopodium acinos
Clinopodium acinos es una planta perenne de la familia de las lamiáceas.

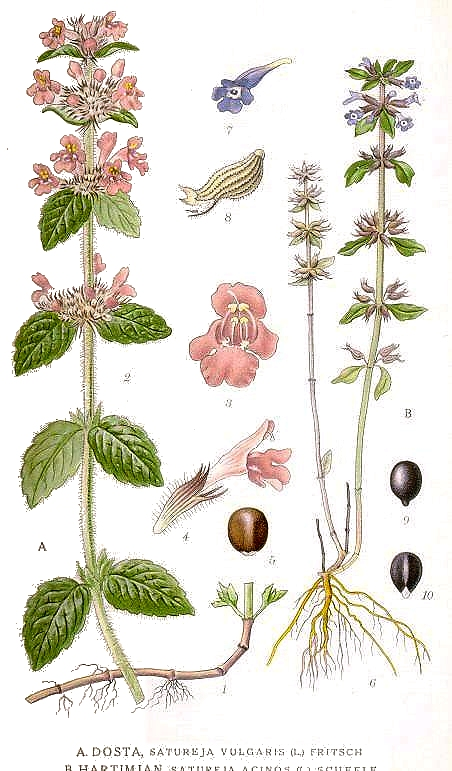
Ilustración

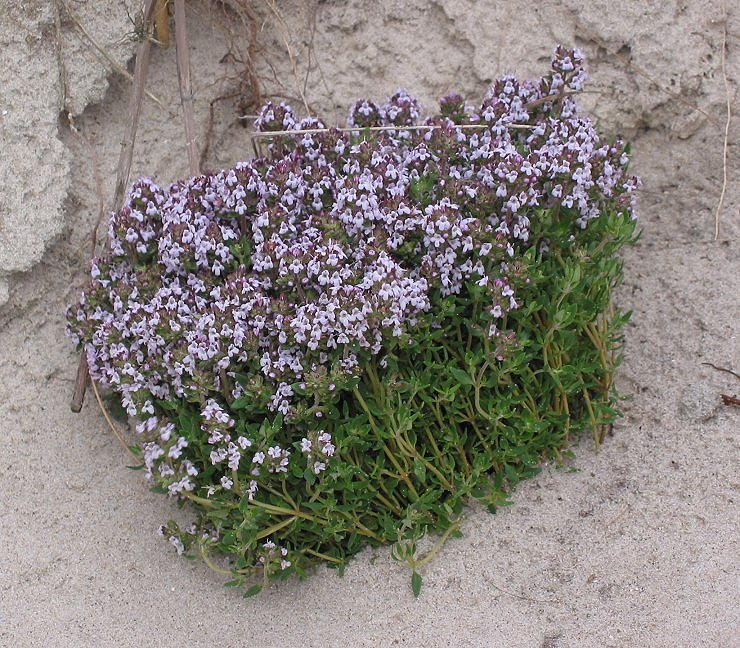
Vista de la planta

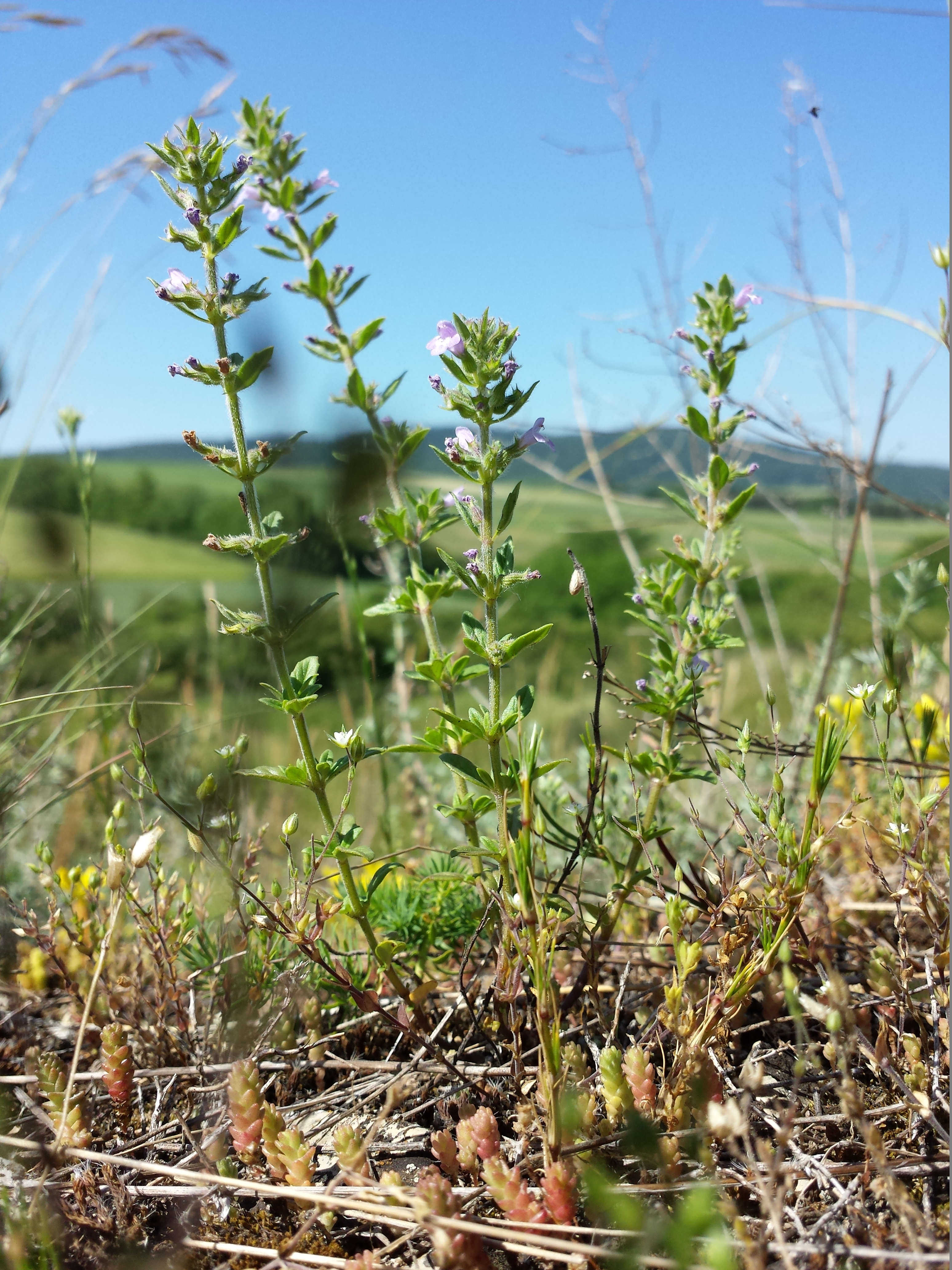
En su hábitat

## Descripción
Es una planta herbácea que alcanza un tamaño de 3-28 cm de altura, bienal. Tallos erguidos, simples o ramificados. Hojas de 4-12,5 × 1,5- 5,5 mm, generalmente caedizas, sobre todo las inferiores, de lanceoladas a estrechamente elípticas, las inferiores más anchas y raramente revolutas, con dientes en el ápice, glabras o dispersamente pelosas por el haz, pelosas por el envés, sobre todo en los nervios, ciliadas; pecíolo 2-3 mm. Inflorescencia en verticilastros separados, con 4-8 flores cada uno. Brácteas dentadas, con 1-4 pares de dientes curvados hacia el ápice. Los frutos son núculas ovoides, agudas, de color castaño.

## Distribución y hábitat
Se encuentra en los prados y pastos xerofíticos, pedregales y zonas áridas, a veces en viñas, olivares o en campos de cultivo, indiferente edáfica; a una altitud de 470-2000 metros, en gran parte de Europa y norte de África, hasta Turquía.

## Taxonomía
Clinopodium acinos fue descrita por (L.) Kuntze y publicado en Revisio Generum Plantarum 2: 513. 1891.
Citología
Número de cromosomas de Acinos arvensis (Fam. Labiatae) y táxones infraespecíficos: 2n=18
Etimología
Clinopodium: nombre genérico que deriva del latín clinopodion o del griego klinopodion. klino significa "cama" y podion significa "pie".
acinos: epíteto latíno que significa "como la albahaca"
Sinonimia
- Acinos acinos (L.) Huth
- Acinos acuminatus Friv.
- Acinos arvensis (Schur) Dandy
- Acinos clinopodiifacie Gilib.
- Acinos eglandulosus Klokov
- Acinos inflectus Klokov
- Acinos schizodontus Klokov
- Acinos subcrispus Klokov
- Acinos thymoides Moench
- Acinos villosus Pers.
- Acinos ymoides Moench
- Calamintha acinos (L.) Clairv.
- Calamintha arvensis Lam.
- Calamintha heterophylla (Poir.) Heynh.
- Calamintha villosa (Pers.) A.Terracc.
- Faucibarba acinos (L.) Dulac
- Melissa acinos (L.) Benth.
- Melissa arvensis (Schur) Bubani
- Satureja acinos (L.) Scheele
- Satureja villosa (Pers.) Dörfl.
- Thymus acinoides Schleich. ex Rchb.
- Thymus acinos L.
- Thymus arvensis Schur
- Thymus canescens Dumort.
- Thymus concinnus Salisb.
- Thymus diffusus Bluff & Fingerh.
- Thymus gibbosus Stokes
- Thymus heterophyllus Poir.[6]

## Nombres comunes
- Castellano: acino, acinos (2), albahaca acuática, albahaca agreste, albahaca de monte, albahaca de pastor (4), albahaca menor (10), albahaca salvaje, albahaca silvestre (5), albahaca silvestre menor (3), albahaquilla, albahaquilla de río, albahaquilla de sembrados, albahaquilla salvaje, calamento blanco, hierba de orujo, la sin hueso, té de campo (2), té de la roca.(el número entre paréntesis indica las especies que tienen el mismo nombre en España) Como Acinos arvensis[7]